# Raymond Barthelmebs
Raymond Barthelmebs (11 avril 1934 à Barr - 12 octobre 2011 à Sélestat) est un footballeur français qui joue au poste de gardien de but.

## Carrière de joueur
- RC Strasbourg (1955-1957)
- FC Sochaux (1957-1961)
- Sélestat[3]

## Palmarès
- International militaire, espoir et B
- Finaliste de la Coupe de France 1959 (avec le FC Sochaux)

## Distinction
- Chevalier de l'Ordre national du Mérite en 2011[4].